# Nova Ibiá
Nova Ibiá este un oraș în statul Bahia (BA) din Brazilia.